# متیل‌دی‌کلروآرسین
متیل‌دی‌کلروآرسین (به انگلیسی: Methyldichloroarsine) یک ترکیب شیمیایی با شناسه پاب‌کم ۶۱۱۴۲ است. شکل ظاهری این ترکیب، مایع بی‌رنگ است.